# غاستون دياز
غاستون دياز (بالإسبانية: Ricardo Gastón Díaz)‏ (13 مارس 1988 ببوينس آيرس في الأرجنتين - ) هو لاعب كرة قدم أرجنتيني في مركزي الدفاع والظهير. شارك مع منتخب الأرجنتين لكرة القدم. أما مع النوادي، فقد لعب مع جيمناسيا لابلاتا وفيليز سارسفيلد ونادي راسينغ ونادي لانوس.

## مسيرته الكروية
لعب غاستون دياز خلال مسيرته الاحترافية مع 5 أندية في ستة عشر موسمًا وسجل خلالها 5 أهداف ضمن 230 مباراة. ولم يفز بأي موسم بالكأس وفاز في أربعة مواسم بالدوري.
خاض غاستون دياز مسيرته مع نادي فيليز سارسفيلد في موسم 2007–08 في المرة الأولى واستمر معه طيلة ثلاثة مواسم ثم في موسم 2012–13 واستمر معه طيلة ثلاثة مواسم ثم في موسم 2017–18 ولمدة موسمين، مشاركًا طوالها في 111 مباراة ولم يسجل أي هدف. ثم انتقل إلى نادي لانوس في موسم 2011–12 ولمدة موسمين، حيث شارك في 12 مباراة ولم يسجل أي هدف أيضًا. لينتقل بعدها إلى نادي جيمناسيا لابلاتا في موسم 2013–14 لمدة موسم واحد، مشاركًا في 29 مباراة سجل خلالها هدفين. ثم انتقل إلى نادي راسينغ في موسم 2014 ليلعب معه أربعة مواسم، مشاركًا في 69 مباراة سجل خلالها 3 أهداف. هذا وانتقل لاحقًا إلى نادي أتليتيكو كولون في موسم 2019–20 لمدة موسم واحد، مشاركًا في 9 مباريات ولم يسجل أي هدف.

## وصلات خارجية
- غاستون دياز على موقع قاعدة بيانات كرة القدم.إي يو (الإنجليزية)
- غاستون دياز على موقع ناشيونال فوتبول تيمز (الإنجليزية)
- غاستون دياز على موقع Soccerway.com (الإنجليزية)
- غاستون دياز على موقع AS.com (الإسبانية)